# グループ・ブリュッセル・ランバート
グループ・ブリュッセル・ランバート（Groupe Bruxelles Lambert、GBL）はベルギーの投資会社。GBL のルーツはランベール家にある。GBL のレオン・ランベールはパリ・ロチルド家 ギュスターヴのひ孫にあたる。

## 概要
ベルギー国内で十指に入る会社で1956年からBEL20の構成銘柄となっている。2014年12月31日現在、ロスチャイルドのイメリーズを支配している。
1975年、ロスチャイルド系のランベール銀行がブリュッセル銀行（1871年ジャック・エレラが創業）と合併してGBL となった。
GBL は1976年にドレクセル・バーナム・ランベールの株式28.3％を支配、やがて支配率を35％に高めこれを子会社とした。昔、ドレクセルはリッグス銀行と共に米墨戦争で融資を行った。グラス・スティーガル法が出てからはJPモルガンに吸収された。1965年、ブラウン・ブラザーズ・ハリマンから分離した投資部門のHarriman, Ripley and Company と合併した。マイケル・ミルケンのいるドレクセルを通して、GBL はジャンク債をコールバーグ・クラビス・ロバーツなどから独占的に引受けてレバレッジド・バイアウトを流行させ、またジャンク債引受時に得た情報をL. F. ロスチャイルドのアイヴァン・ボウスキーやキダー・ピーボディのマーティン・シーゲルに与えてインサイダー取引の便宜を図った。こうした違法な取引で課徴され、ドレクセルは1994年に倒産した。
ドレクセルを使ったビッグ・ディールが全米に巻き起こるのと並行して、GBL の参加者に交代が起こっていた。1981年にPargesa Holding S.A. ができて、それがすぐGBL の経営権を握った。このパルゲサSA はコンパニー・ナショナル・ア・ポトファイとPower Corporation of Canada とBNPパリバが三頭構造で支配していた。2004年12月31日時点でパルゲサSA がGBLの発行済み株式の48.0%を保有、GBL 自身も自己株式を4.8%保有し、つまりパルゲサSAが議決権の実質過半数を所有した。
2013年6月、アニェリ家のエクソールが、認証企業SGS株の15％を引き換えにしてGBL株20億ユーロ分を取得した。

## データ
2008年12月31日時点でGBL は以下の企業に資本参加している。
| 企業名           | 保有割合 | 議決権行使割合 |
| ---------------- | -------- | -------------- |
| GDFスエズ        | 5.3%     | 5.3%           |
| イベルドローラ   | 0.6%     | 0.6%           |
| Imerys           | 30.5%    | 37.0%          |
| ラファージュ     | 21.1%    | 28.5%          |
| ペルノ・リカール | 8.2%     | 7.4%           |
| スエズ           | 7.1%     | 7.1%           |
| トタル           | 4.0%     | 3.6%           |

2014年12月31日現在の保有銘柄とポートフォリオ保有割合は次のとおり。
| 企業名               | 株式保有割合 | ポートフォリオ保有割合 |
| -------------------- | ------------ | ---------------------- |
| Imerys               | 56.4%        | 17.4%                  |
| ラファージュ         | 21.1%        | 23.4%                  |
| ペルノ・リカール     | 7.5%         | 12.2%                  |
| ソシエテ・ジェネラル | 15.0%        | 13.2%                  |
| GDFスエズ            | 2.4%         | 6.7%                   |
| トタル               | 3.0%         | 20.3%                  |
| ユミコア             | 12.4%        | 3.1%                   |

## ローノワ伯爵
戦間期のパウル・ファン・ゼーラント内閣による銀商分離政策により、1934年12月28日にブリュッセル銀行からは投資銀行ブリュフィナ（Brufina）が独立していた。ブリュフィナは、親であるブリュッセル銀行だけでなくシュナイダーやベルギー総合会社と並びアーベッドの主要株主であった。ブリュッセル銀行とブリュフィナは、ローノワ伯爵（Comte de Launoit）の金融グループである。第一次世界大戦後に鉄鋼会社ウーグレ・マリエ（Ougrée-Marihaye）が4分割された。その一つのコフィナンデュス（Cofinindus）も同伯爵の手中にあった。また一つの製鉄業本体は新ウーグレ社と呼ばれ、主にブリュフィナとコフィナンデュスを通じて伯爵にコントロールされながら、1955年にジョン・コックリルと合同しコックリル・ウーグレとなった。これがやがてアーベッドなどと合同し、現在のアルセロール・ミッタルとなった。2014年に死亡したローノワ伯爵のジャン・ピエールは、GBL副会長とアクサ・ベルギー会長を務めた。